# Muntiacus gongshanensis
Muntiacus gongshanensis, también conocido como muntíaco de Gongshan, es una especie de cérvido, originario del continente asiático.

## Hábitat y características
Este muntíaco se encuentra en zonas altas bosques mixtos y bosques de coníferas. Su población está repartida por diversos países: China, Birmania, y en menor medida en Bután e India.
Aunque no es una especie gravemente amenazada, preocupa sobremanera la destrucción de su hábitat, principalmente la fragmentación de los bosques y muy especialmente los hábitos de caza de las poblaciones locales.
- Altura: 50 cm.
- Longitud: 100 cm.